# Partido del Trabajo de Austria
El Partido del Trabajo de Austria (en alemán: Partei der Arbeit Österreichs, PdA) es un partido político comunista de Austria. El PdA fue fundado el 12 de octubre de 2013 por Iniciativa Comunista (no confundir con la Iniciativa de Partidos Comunistas y Obreros), una escisión marxista-leninista del Partido Comunista de Austria (KPÖ), formada por quienes estaban insatisfechos con la orientación ideológica del KPÖ.

## Historia
Iniciativa Comunista era un grupo interno del Partido Comunista de Austria fundado en 2005 para promover el marxismo-leninismo en el Partido. El grupo rompió con el KPÖ en 2013 alegando una falta de democracia interna.
La Conferencia Fundacional del PdA contó con la asistencia de delegados del Partido Comunista de Grecia (KKE), el Partido Obrero Húngaro (Munkáspárt), el Partido Comunista Alemán (DKP), el Partido Comunista de los Pueblos de España (PCPE) y el Partido Comunista de Turquía (TKP). El PdA tiene una relación cercana y fraternal con el KKE. La Conferencia Fundacional también contó con la asistencia de la embajadora de Cuba en Austria.

## Secretarios
| Nombre       | Periodo    | Notas |
| ------------ | ---------- | ----- |
| Tibor Zenker | Desde 2013 |       |

## Elecciones
La PdA participó en las elecciones para el Ayuntamiento de Viena en 2015 en seis distritos diferentes, a saber, Leopoldstadt, Favoriten, Simmering, Meidling, Ottakring y Donaustadt. En total, el PdA obtuvo 441 votos (entre 0,1 y 0,18%). Esto fue insuficiente para obtener un escaño en cualquiera de los consejos de distrito. En 2020, el PdA solo disputó el distrito de Ottakring, obteniendo 79 votos (0,21%).